# اینگوار کارلسن (راننده رالی)
اینگوار کارلسن (انگلیسی: Ingvar Carlsson; ۲ آوریل ۱۹۴۷ – ۲۸ اکتبر ۲۰۰۹) راننده رالی و رالی‌کراس اهل سوئد بود. او در فصل ۱۹۸۹ مسابقات رالی قهرمانی جهان در دو رویداد به پیروزی رسید.